# باكوبا بهية الشعر
باكوبا بهية الشعر (الاسم العلمي:Bacopa callitrichoides) هي نوع من النباتات يتبع جنس الباكوبا من الفصيلة الحملية.